# Flugplatz Itzehoe/Hungriger Wolf

i7
i11
i13
Der Flugplatz Itzehoe/Hungriger Wolf (IATA-Code: IZE, ICAO-Code: EDHF) ist ein Verkehrslandeplatz in Hohenlockstedt, nordöstlich der Stadt Itzehoe im Süden Schleswig-Holsteins. Er ist einer der ältesten Flugplätze Deutschlands. Der Flugplatz ist für Segelflugzeuge, Motorsegler, Ultraleichtflugzeuge und Motorflugzeuge mit einem Höchstabfluggewicht von bis zu 5,7 Tonnen zugelassen.

## Herkunft des Namens
Über die Herkunft des Namens Hungriger Wolf existieren mehrere Geschichten. Eine davon leitet ihn von einem Bauern namens Wulf ab, der sein Anwesen in der Gegend hatte. Dessen Knechte und Mägde entwickelten einen außergewöhnlichen Appetit, wenn sie von jemandem zum Essen eingeladen wurden. So wurden sie nach kurzer Zeit nur noch Die vom Hungrigen Wulf genannt, was sich dann als Bezeichnung für die Gegend um das ehemalige Anwesen einbürgerte. Eine andere Deutungsweise geht auf das Mittelalter zurück. Zu dieser Zeit führten die Handelswege von Dänemark nach Hamburg durch die Gegend um den heutigen Flugplatz. Da die Gegend damals so einsam war, dass Zugtiere der Händler immer wieder von Wölfen angegriffen wurden, erhielt die Gegend unter den Händlern den Namen Hungriger Wolf.

## Geschichte

Drachenballon auf der Hasenheide

Leutnant von Hiddensee auf der Hasenheide

### Vor dem Ersten Weltkrieg
Bereits 1898 nutzte das Deutsche Heer das Gelände östlich des heutigen Flugplatzes als Truppenübungsplatz Lockstedter Lager. Ab 1905 wurde von den Luftschiffer-Abteilungen auf der Hasenheide nahe dem Truppenübungsplatz ein provisorischer Feldflugplatz eingerichtet, um mit Freiballonen zu fliegen und das Artilleriefeuer auf dem Übungsplatz zu beobachten. Wenig später stiegen auch die ersten Jagd- und Beobachtungsflugzeuge – unter anderem eine Rumpler Taube von hier auf. 1915 besuchte Leutnant von Hiddensee, der kurz zuvor als erster deutscher Kampfflieger einen militärischen Einsatz über Paris geflogen war, den Flugplatz.

### Zwischenkriegszeit
Nach dem Ersten Weltkrieg wurde der Truppenübungsplatz praktisch aufgelöst. Lediglich ein kleiner Teil wurde für Fahr- und Rahmenübungen durch die Reichswehr erhalten. Ab 1932 nutzte eine Geländesportschule, ab 1935 eine Sportschule der SA das Gelände. Im Jahr 1936 wurde das Gelände des heutigen Flugplatzes planiert und ein Rollfeld mit Grasnarbe angelegt.

### Zweiter Weltkrieg
Bereits vor 1939 wurde der Platz als Zwischenlandeplatz verwendet. Im Herbst 1939 wurden Baracken errichtet und aus dem Rollfeld wurde ein vollwertiger Feldflugplatz. Zusätzlich wurde das Kloster Itzehoe enteignet und dem Flugplatzgelände zugeschlagen, sodass das Flugplatzgelände auf eine Fläche von 260 ha vergrößert wurde. 1942 wurde das Luftwaffenersatzbataillon XI auf dem Platz stationiert und dem Kommandanten des Fliegerhorsts Uetersen unterstellt. Es bestand aus 11 Offizieren, 127 Unteroffizieren und 461 Mannschaftsdienstgraden, die mit sechs Kraftfahrzeugen, jedoch nicht mit Flugzeugen ausgerüstet waren. Am 18. Juli des gleichen Jahres wurde das Bataillon nach Neumünster verlegt.

### Nachkriegszeit
Nach dem Zweiten Weltkrieg wurden die Baracken zunächst zur Unterbringung von ehemaligen Kriegsgefangenen und Fremdarbeitern genutzt – ab 1946 zur Unterbringung von Heimatvertriebenen. Nachdem der Platz ab 1951 durch den Itzehoer Luftsportverein bereits für den Modellflugsport genutzt worden war, erteilte das zuständige Ministerium in Kiel dem Verein die Genehmigung zur Nutzung des Geländes für den Segelflug. Am 25. Mai 1955 wurde auf dem Hungrigen Wolf der erste Sportflugplatz der noch jungen Bundesrepublik eingeweiht. Noch im gleichen Jahr wurden der Tower, eine Halle und eine Tankstelle gebaut.

### Nutzung durch die Bundeswehr
Zwischen 1958 und 2004 wurde der Flugplatz überwiegend von Heeresfliegereinheiten der Bundeswehr genutzt. Am 4. Mai 1959 wurde die Heeresfliegerstaffel 6 auf dem Flugplatz stationiert. Die Staffel war zu diesem Zeitpunkt mit Dornier Do 27 ausgerüstet. Des Weiteren verfügte sie zu Testzwecken über Saunders-Roe Skeeter Hubschrauber. Die Tests ergaben allerdings mangelhafte Leistungen, so dass die Maschinen im März 1960 durch Aérospatiale SE.3130 Alouette II ersetzt wurden. Im Jahr 1962 wurde die Heeresfliegerstaffel 6 in Heeresfliegerbataillon 6 umbenannt. Im Frühjahr 1963 wurden wiederum zu Testzwecken mehrere Sikorsky H-34G auf dem Flugplatz stationiert, die allerdings die Testphase bestanden und in den regulären Dienst übernommen wurden. Zwischen 1968 und 1971 wurden die Sikorsky H-34G durch Bell UH-1D ersetzt. Im Jahr 1971 wurden auch die Do 27 ausgemustert. Ab 1980 übernahm der vom Bataillon zum Heeresfliegerregiment 6 umgegliederte Verband neben den bisherigen Transportaufgaben auch Panzerabwehraufgaben. Aus diesem Grund wurden auf dem Flugplatz Bölkow Bo 105M und Bo 105P stationiert. Bis 1982 wurden die Alouette II ausgemustert. Während der Neuordnung der Bundeswehr zwischen 1990 und 1993 wurde die durch das Bataillon unterstützte 6. Panzergrenadierdivision aufgelöst und in der Folge die Bo 105-Hubschrauber an andere Standorte verlegt und durch weitere Bell UH-1D ersetzt. Im Jahr 2004 wurde das Heeresfliegerregiment 6 im Zuge der Bundeswehrreform aufgelöst und die Bundeswehr verließ den Flugplatz, nachdem der Flugbetrieb schon 2002 eingestellt worden war.

## Vereine und Unternehmen
Neben dem Itzehoer Luftsportverein e. V. als Eigentümer des Flugplatzes mit angeschlossener Motorflugschule sind weitere Unternehmen am Flugplatz angesiedelt. Das Xwind Training Center Germany bietet Simulatortrainings für Crosswindlandungen an und das Verkehrsinstitut Nord veranstaltet Fahrsicherheitstrainings auf dem Flugplatz. Am Tower befindet sich das Tower Bistro mit angeschlossenem Gästehaus mit dreißig Betten und Räumlichkeiten für Veranstaltungen. Dieser Tower im Westen des Geländes ist allerdings außer Betrieb. Seit 2018 sitzt die Flugleitung in einem Neubau östlich der Landebahn. Dort liegen Werkstatt, Tankstelle und die Hallen für rund 100 Flugzeuge nah beieinander. Der „Christoph 67“ der ADAC-Luftrettung ist seit dem 1. Juli 2024 fester Bestandteil des Flugplatzes.
- YUU Skydive (Fallschirmsprungverein)[11]
- IAS Itzehoer Airservice GmbH (Charterfluggesellschaft)[12]

## Veranstaltungen
Neben dem regulären Flug- und Fallschirmsprungbetrieb finden auf dem Flugplatz verschiedene Veranstaltungen statt.

### Habitat-Festival
Das Habitat-Festival fand bis 2021 als Electronic-Musikfestival mit circa 3000 Besuchern auf dem Flugplatz hungriger Wolf statt, seit 2022 auf dem MS ARTVILLE-Gelände in Hamburg-Wilhelmsburg.

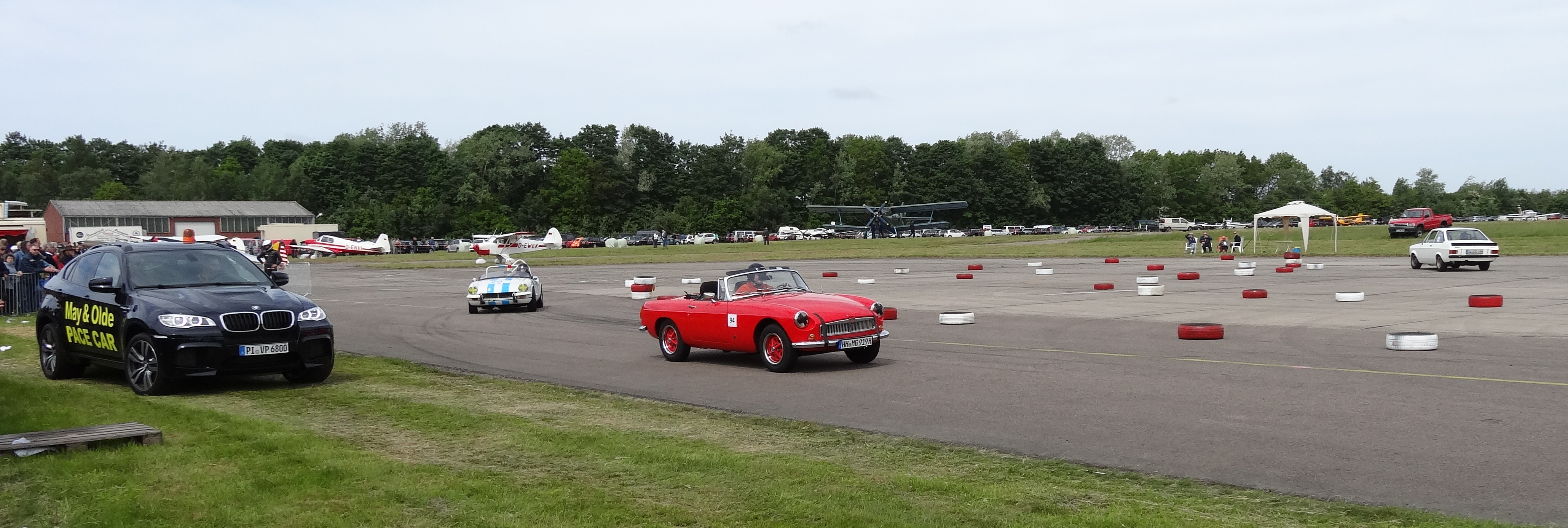
Classic Motor Days 2013

### Classic Motor Days
Die Classic Motor Days ist eine zweitägige Straßen-Motorsport- und Flugveranstaltung, an der viele klassische Fahrzeuge und Flugzeuge teilnehmen. Sie wird vom Hamburger Motorsport Club veranstaltet.

### Wolfsmeile
Die Wolfsmeile ist ein Trucker- und Countryfestival. Hier werden Trucks vom Oldtimer bis zur modernen Zugmaschine vorgestellt. Neben Truckrennen werden Flugshows, Rundflüge und Livemusik geboten.

## Unfälle
- Am 16. Oktober 2011 startete ein vierzigjähriger Pilot mit einem Passagier in seiner Lancair 235 vom Flugplatz. Fünfzehn Minuten nach dem Start stürzte die Lancair in ein Maisfeld im Langwedeler Ortsteil Blocksdorf im Kreis Rendsburg-Eckernförde. Pilot und Passagier wurden beim Aufprall getötet.[16]

- Am 30. August 2015 setzte eine Jakowlew Jak-18T ohne Abfangmanöver mit allen drei Rädern gleichzeitig auf und überschlug sich. Die Yak befand sich auf einem Trainingsflug mit Fluglehrer. Der 70-jährige Pilot und der 66-jährige Fluglehrer sowie ein weiterer Passagier wurden dabei schwer verletzt.[17]

## Bilder

Karte von 1893. „Hungriger Wolf“ ist ein Flurname.
Karte nach dem Bau des Wasserturms (1902), das heutige Flugplatzgelände liegt komplett innerhalb der Grenzen des Lagers und ist nicht näher benannt